# Crataegus remotilobata
Crataegus remotilobata là loài thực vật có hoa trong họ Hoa hồng. Loài này được Raikova ex Popov mô tả khoa học đầu tiên năm 1929.